# Bamses Billedbog
Bamses Billedbog er en dansk børne-tv-serie, der første gang blev sendt på Danmarks Radio den 10. juli 1983. Serien omhandler Bamse og vennerne Aske, Pernille, Luna, Viola, Kylling, Ælling, og Snupse. Bamse-figuren blev oprindeligt skabt af Katrine Hauch-Fausbøll, Finn Bentzen og Thomas Winding til serien Døren går op (1982). Senere blev der udgivet flere bøger skrevet af forfatteren Elin Bing - bl.a. "Bamses kæmpestore bog" og "Min store bamsebog". Mange af Bamses sjove og barnlige udtryk, der er med til at give ham karakter, er skabt af Elin Bing - herunder det velkendte ord "tivertifald".
Det oprindelige skuespillerhold bag Bamses Billedbog (tv-serie) bestod af Søren Hauch-Fausbøll (Bamse), Aske Bentzon (Aske), Pernille Skov (Pernille), og Brian Patterson (Kylling). Efterfølgende kom følgende figurer til: Alberte Winding (Luna) i 1985, Hanne Windfeld (Viola) i 1988, og Joan Bentsen (Ælling) 1993.

## Baggrund
Bamse optrådte første gang som bi-figur i DR-serien Døren går op (1982), hvor Bamse boede i et stort lyserødt rum sammen med menneskene Aske og Pernille. Senere kom figuren Kylling med, som blev skabt efter DR havde opfordret børn til at sende tegninger og historier ind om Kylling. I 1983 fik Bamse sit eget program lavet af Finn Bentzen, Poul Nesgaard og Elith "Nulle" Nykjær Jørgensen, Fjernsyn for dyr – Bamse på planeten, der bestod af 13 afsnit. Bamse boede på planeten Joakim, uden Kylling, men sammen med Forlæns og Baglæns - et dyr med hoved i begge ender.
Da skaberne af programmet, Thomas Winding og Finn Bentzen ikke ønskede at fortsætte Bamse-figuren, blev Katrine Hauch-Fausbøll spurgt om hun ville overtage karakteren, som hun havde skabt sammen med Winding og Bentzen. I den sidste scene af Døren går op forlod Bamse det lyserøde rum, og i første afsnit af Bamses Billedbog (der blev sendt den 10. juli 1983) flyttede Bamse ind i sin hemmelige hytte. Konceptet for Bamses Billedbog var ifølge manuskriptforfatter og producer Katrine Hauch-Fausbøll at "Bamse bor i sin egen verden, et hemmeligt sted, langt ude i skoven, som han aldrig forlader". Senere var bl.a. Elin Bing forfatter til historierne i Bamses Billedbog. Elin Bing var bl.a. også forfatter til Bamses Julerejse, der blev vist for første gang i 1996 på DR.

## Musik
Elin Bing har skrevet teksterne til musikken i Bamses Billedbog, mens Aske Bentzon og Jan Rørdam har komponeret. Det første album med sange og musik fra Bamses Billedbog udkom i 1986 under titlen Bamses Billedbog. Albummet har solgt 170.000 eksemplarer. I 1990 udkom yderligere albummet Sange fra Bamses Billedbog 2, der vandt en Dansk Grammy for Årets børne-udgivelse i 1991.

## Skuespillere
- Søren Hauch-Fausbøll som Bamse (1983–1994, 1998)
- Morten Eisner som Bamse (1986–1994)
- Lars Bom som Bamse (1993–97)
- Henrik Lykkegaard som Bamse (2000–08)
- Christian Damsgaard som Bamse (2000–03)
- Aske Bentzon som Aske (1983–1996)
- Sonny Lahey som Aske (2008) fra spil Bamses Julerejse
- Pernille Skov som Pernille (1983–84)
- Brian Patterson som Kylling (1983–2008)
- Mogens Tripsen Nielsen som Kylling (1993–96)
- Alberte Winding som Luna (1985–1997)
- Hanne Windfeld som Viola (1988–1991)
- Joan Bentsen som Ælling (1993–2000)
- Gitte Melgaard som Ælling (2001–08)
- Claus Bue som Viggo (2000–03)
- Iben Wurbs som Snupsedyret (2006)
- Ole Stephensen som Hønemor (2006)

## Afsnit

### Sæson 1 (1983)
1. Bamse bygger hule. Bamses nye hule er så hemmelig, at Pernille må have bind for øjnene. (sendt første gang 10. juli 1983)
2. Episode #1.2 Bamse passer på Pernilles boller, mens hun henter saftevand. Men hans mave knurrer, og honningkrukken er tom. (sendt første gang 17. juli 1983)
3. Episode #1.3 Bamse hamrer en lille skæv stol til sine gæster, hvis de kan finde hans hemmelige hule. Og han deler sin hemmelighed med Pernille. (sendt første gang 24. juli 1983)
4. Episode #1.4 Bamse bygger et bord med næsten lige lange ben. Men han slår sit eget! (sendt første gang 31. juli 1983)
5. Episode #1.5 Kyllingen lærer at lege skjul - og får lov til at sidde i Bamses store stol. (sendt første gang 7. august 1983)
6. Episode #1.6 Bare NOGEN ville komme med en madkurv til Bamses skovtur. Måske hører Pernille larmen, hvis Bamse råber lidt.(sendt første gang 14. august 1983)
7. Episode #1.7 Er det en slange eller et sjippetov, der hænger på døren. Aske redder både Bamse og musen, der er ret bange. (sendt første gang 21. august 1983)
8. Episode #1.8 Bamse fanger en dì for at få noget honning. Pernille siger, han skal slippe den løs. (sendt første gang 28. august 1983)
9. Episode #1.9 Kyllingen slår sit telt op foran hyttens dør, så Bamse ikke kan komme ind. Men tør Kyllingen ligge i telt hele natten? (sendt første gang 4. september 1983)
10. Episode #1.10 Der er højt ned fra klatretræet, synes Bamse, men kyllingen kommer til hjælp. (sendt første gang 11. september 1983)
11. Episode #1.11 Der er en edderkop i hulen, så Bamse bliver hellere ude i regnen. Musen og Pernille er ikke spor bange. (sendt første gang 18. september 1983)
12. Episode #1.12 Bamse er syg og sur, men Aske mener, en sang vil hjælpe. (sendt første gang 25. september 1983)
13. Episode #1.13 Pernille besøger Bamse i hans hule. (sendt første gang 2. oktober 1983)
14. Episode #1.14 Om Bamse der klæder sig ud - og vil lege »Den lille rødhætte og ulven« sammen med Aske og Pernille. (sendt første gang 9. oktober 1983)
15. Episode #1.15 Om Bamse, der har lavet en drage, som han og kyllingen prøver at få op at flyve. (sendt første gang 16. oktober 1983)
16. Episode #1.16 Om Bamse, der keder sig. Pernille foreslår at de laver en indianerhat til Bamse - og Bamse finder »fjer« til hatten. (sendt første gang 23. oktober 1983)
17. Episode #1.17 Om Pernille, der kommer for at besøge Bamse, men hytten er fuld af efterårsblade - og Bamse tilsyneladende forsvundet? (sendt første gang 30. oktober 1983)
18. Episode #1.18 Om Bamse, der bliver rasende, da han ikke med det samme kan lave en avispapirshat - magen til Pernilles. Pernille har købt en U-landskalender til Bamse. Sammen kigger de på billederne fra Maldiverne. (sendt første gang 6. november 1983)
19. Bamse har fødselsdag Om Bamse, som har fødselsdag. I denne udsendelse, som er den sidste i år, får Bamse besøg af sine venner: Aske, Pernille og af sin bedste ven: kyllingen. (sendt første gang 13. november 1983)

### Sæson 2 (1984)
1. Episode #2.1 (sendt første gang 1984)

### Sæson 3 (1985)
1. Episode #3.1 (sendt første gang 1985)

### Sæson 4 (1986)
1. Goddag igen (sendt første gang 5. januar 1986)
2. Hyggedag med Aske (sendt første gang 12. januar 1986)
3. Bamse bliver inviteret (sendt første gang 19. januar 1986)
4. Myggen sværmer (sendt første gang 26. januar 1986)
5. Det var mig, der så hende først (sendt første gang 2. februar 1986)
6. Farvel Luna (sendt første gang 9. februar 1986)

### Sæson 5 (1987)
1. Bamse fodrer skovens dyr - men hvad med Kylling? (sendt første gang 1987)
2. Bamse og Kylling er på skattejagt, men hvad er mon i skat (sendt første gang 1987)
3. Bamses badeanstalt (sendt første gang 1987)
4. Der er lys i lygten (sendt første gang 1987)
5. Drømmepuden (sendt første gang 1987)
6. Kyllings fødselsdag (sendt første gang 8. februar 1987)
7. Det er rart at glæde sine venner (sendt første gang 11. oktober 1987)
8. Bamse har en fløjte (sendt første gang 29. november 1987)

### Sæson 6 (1988)
1. Vaskedag (sendt første gang 31. januar 1988)
2. Måske er det en lille én (sendt første gang 1988)
3. Viola kan være glad for, at det ikke er en trold, der bor i Bamses hus (sendt første gang 2. oktober 1988)
4. En lille kylling med kyse på (sendt første gang 9. oktober 1988)
5. Sporleg (sendt første gang 16. oktober 1988)
6. Spøgelser (sendt første gang 23. oktober 1988)
7. Bamse har gjort Kylling lille, så han må gøre den stor igen (sendt første gang 30. oktober 1988)
8. Bamse får røde hunde (sendt første gang 6. november 1988)
9. Svampejagt (sendt første gang 13. november 1988)
10. Man skal passe på de vilde dyr (sendt første gang 20. november 1988)
11. Løst arbejde (sendt første gang 27. november 1988)

### Sæson 7 (1989)
1. Bamses huskebog: Part 1 (sendt første gang 22. januar 1989)
2. Bamses huskebog: Part 2 (sendt første gang 29. januar 1989)
3. Bamses huskebog: Part 3 (sendt første gang 5. februar 1989)
4. Bamses huskebog: Part 4 (sendt første gang 12. februar 1989)
5. Bamses huskebog: Part 5 (sendt første gang 19. februar 1989)
6. Bamses huskebog: Part 6 (sendt første gang 26. februar 1989)
7. Bamses huskebog: Part 7 (sendt første gang 5. marts 1989)
8. Bamses huskebog: Part 8 (sendt første gang 12. marts 1989)
9. Bamses fødselsdag (sendt første gang 24. september 1989)
10. Bamse og Kylling har fat i hver sin ende (sendt første gang 1. oktober 1989)
11. Tænk hvis der kom nogen og boede i ens hytte (sendt første gang 8. oktober 1989)
12. Episode #7.12 (sendt første gang 15. oktober 1989)
13. Episode #7.13 (sendt første gang 22. oktober 1989)
14. Bytte bytte roller - bytte om igen (sendt første gang 1989)
15. Bamse og Kylling flytter hjem igen (sendt første gang 19. november 1989)
16. Sommerdansen (sendt første gang 26. november 1989)

### Sæson 8 (1990)
1. Det fille det falle i min hovedskalle (sendt første gang 23. september 1990)
2. Besværlig tåge (sendt første gang 30. september 1990)
3. Episode #8.3 (sendt første gang 7. oktober 1990)
4. Luna er et andet sted (sendt første gang 14. oktober 1990)
5. Man kan jo ikke hjælpe alle (sendt første gang 21. oktober 1990)
6. Hvor rent kan det egentlig blive? (sendt første gang 28. oktober 1990)
7. Hvordan man bliver af med sit tyggegummi? (sendt første gang 4. november 1990)
8. Bamse alene i verden (sendt første gang 11. november 1990)
9. Episode #8.9 (sendt første gang 18. november 1990)
10. Hvem er det, der er så stor og gul og lyser som hele solen? (1990)

### Sæson 9 (1991)
1. Episode #9.1 (sendt første gang 29. september 1991)
2. Episode #9.2 (sendt første gang 6. oktober 1991)
3. Episode #9.3 (sendt første gang 13. oktober 1991)
4. Episode #9.4 (sendt første gang 20. oktober 1991)
5. Bamses ambulance (sendt første gang 20. oktober 1991)
6. De vrede fiskerbamser (sendt første gang 3. november 1991)
7. Kyllings ballonven (sendt første gang 10. november 1991)
8. Askes eenmandsorkester (sendt første gang 17. november 1991)
9. Skovtur for fire eller to? (sendt første gang 24. november 1991)
10. Bamses jul (sendt første gang 24. december 1991)

### Sæson 10 (1993)
1. Ælling (sendt første gang 26. september 1993)
2. Er det bedre at være lille og svag end stor og stærk? (sendt første gang 3. oktober 1993)
3. Episode #10.3 (sendt første gang 17. oktober 1993)
4. Dåben (1993)
5. Episode #10.5 (1993)
6. Regnen (1993)
7. Episode #10.7 (1993)
8. Episode #10.8 (1993)
9. Farlige fluesvampe (1993)

### Sæson 11 (1994)
1. Episode #11.1 (1994)
2. Sven Herlig og Dorthe-Elisabeths bryllupsrejse (1994)
3. Episode #11.3 (1994)
4. Første heldige gæst (Ælling på besøg) (1994)
5. Episode #11.5 (1994)
6. Episode #11.6 (1994)
7. Episode #11.7 (1994)
8. Episode #11.8 (1994)
9. Episode #11.9 (1994)

### Sæson 12 (1995)
1. Episode #12.1 (1995)
2. Episode #12.2 (1995)
3. Episode #12.3 (1995)
4. Episode #12.4 (1995)
5. Episode #12.5 (1995)

### Sæson 13 (1997)
1. Basse, Tulle og Elly (sendt første gang 2. november 1997)
2. Sven Herlig på jagt (sendt første gang 9. november 1997)
3. Den morsomme Bamse (sendt første gang 16. november 1997)
4. Galt i halsen (sendt første gang 23. november 1997)
5. En opfindelse til Ælling (sendt første gang 30. november 1997)

### Sæson 14 (1998)
1. En dejlig dag (sendt første gang 1. november 1998)
2. Bamses flyvemaskine (sendt første gang 8. november 1998)
3. Bamses danseskole (sendt første gang 15. november 1998)
4. Farlig sejltur (sendt første gang 22. november 1998)
5. Fiskedag (sendt første gang 29. november 1998)

### Sæson 15 (2000)
1. Bamse finder en hemmelig ø og bliver væk (sendt første gang 26. marts 2000)
2. Bamse vil meget gerne åbne Kyllings nye røde kuffert (sendt første gang 2. april 2000)
3. Bamses skole (sendt første gang 9. april 2000)
4. Bamses skole: Part 2 (sendt første gang 16. april 2000)
5. Bamse som opfinder (sendt første gang 23. april 2000)
6. Bamse og Gulle-Goklingerne (sendt første gang 30. april 2000)
7. Den lille besværlige Ælling (sendt første gang 15. oktober 2000)
8. Om dengang Bamse lærte Kylling og Ælling at være spejdere (sendt første gang 22. oktober 2000)
9. Ællings fødselsdag (sendt første gang 29. oktober 2000)
10. Viggo dukker op (sendt første gang 5. november 2000)
11. Bamse på cykeltur (sendt første gang 12. november 2000)
12. Om dengang Viggo kaldte Bamse 'en guttermand' (sendt første gang 19. november 2000)
13. Om dengang Bamse og Kylling lånte Viggos sav (sendt første gang 26. november 2000)

### Sæson 16 (2001)
1. Bamse kigger i sin huskebog, om dengang han byggede sin hemmelige hule (sendt første gang 28. oktober 2001)
2. Bamse kigger i sin huskebog, om dengang han lavede sit skæve bord, og da Aske reddede ham fra en farlig 'slange' (sendt første gang 4. november 2001)
3. Bamse kigger i sin huskebog, om dengang han lærte Kylling at lege skjul, og da Kylling reddede Bamse (sendt første gang 11. november 2001)
4. Bamse kigger i sin huskebog sammen med Ælling, om dengang han legede Rødhætte med Pernille, og da han skulle passe Ællingebabyen (sendt første gang 18. november 2001)
5. Fiskedam (sendt første gang 25. november 2001)

### Sæson 17 (2002)
1. Gækkebrevet (sendt første gang 6. januar 2002)
2. Når Bamse slapper af (sendt første gang 13. januar 2002)
3. Kyllings hospital (sendt første gang 17. november 2002)

### Sæson 18 (2003)
1. Ælling og Bamse holder fødselsdag for hinanden og for Gullegøg (sendt første gang 26. oktober 2003)
2. Vilde dyr (sendt første gang 2. november 2003)
3. Skatten (sendt første gang 9. november 2003)
4. Om dengang Ælling kom på besøg og forstyrrede Bamse, der var midt i at bygge et 'mesterværk' (sendt første gang 16. november 2003)
5. Ankomst strand (sendt første gang 23. november 2003)
6. 2. stranddag (sendt første gang 30. november 2003)

### Sæson 19 (2004)
1. Bamse og bierne (sendt første gang 30. oktober 2004)
2. Bamse har ondt i ørerne (sendt første gang 7. november 2004)
3. Borte tit tit (sendt første gang 14. november 2004)
4. Huskebog: Part 1 (sendt første gang 21. november 2004)
5. Huskebog: Part 2 (sendt første gang 28. november 2004)

### Sæson 20 (2006)
1. Hvor alting synker i jorden (sendt første gang 12. februar 2006)
2. Hvor Ælling forsvinder (sendt første gang 19. februar 2006)
3. Hvor Kylling hjælper med at bygge en monsterfælde (sendt første gang 26. februar 2006)
4. Hvor Bamse møder Luna og får gøding til sin potteplante (sendt første gang 2006)

### Sæson 21 (2008)
1. Bamses farlige sted (sendt første gang 28. august 2008)
2. Snupse død og forelsket (sendt første gang 4. september 2008)
3. Om dengang lille Snupse fik halen i klemme under Bamses skorsten, mens Kylling og Bamse legede tryllekunstnere (sendt første gang 11. september 2008)
4. Bamse møder Kylling første gang (sendt første gang 18. september 2008)